# كول جيمس
كول جيمس هو رابر سويدي، ولد في 5 يوليو 1970 في موانزا في تنزانيا، وتوفي في 27 أغسطس 2002 في دار السلام في تنزانيا.